# La casa de Jack
La casa de Jack (título en inglés: The House That Jack Built) es una película danesa/francesa/alemana/sueca de 2018 de terror psicológico, escrita y dirigida por Lars von Trier y protagonizada por Matt Dillon en el papel principal. La historia sigue a Jack, un asesino en serie, en el transcurso de 12 años en la década de 1970 y 1980 en el estado de Washington. La película debutó en el Festival de Cine de Cannes, marcando el regreso de su director al festival después de más de seis años.
La película se divide en cinco partes, que el director llama incidentes, en cada uno de los cuales se narra un asesinato, y un epílogo.

## Argumento
Jack, un prolífico asesino serial y frustrado arquitecto en el Washington de los 80, recuenta cinco de sus crímenes a Virgilio —referido como Verge—, quien lo conduce a través de los nueve círculos del infierno. Cada uno de los crímenes de Jack se presenta como un  recuerdo, seguidos de comentarios de ambos, cuando él trata de exponer su visión del mundo y el razonamiento por sus asesinatos como un gran gesto artístico.

## Epílogo
En el epílogo figura una alusión al Infierno de Dante. En ella, Verge, que representa a Virgilio, guía a Jack a través de los círculos del infierno. En el fondo del infierno hay un puente roto y un vasto espacio oscuro detrás, tras el cual aparece una puerta de salida del infierno, y quizá de entrada al cielo.

## Reparto
- Matt Dillon como Jack.[2]
- Riley Keough como Simple.[2]
- Bruno Ganz como Verge (Virgilio).[2]
- Sofie Gråbøl como Mujer 3.[2]
- Siobhan Fallon Hogan como Mujer 2.[2]
- Uma Thurman como Mujer 1.[2]
- Jeremy Davies como Al.[3]
- Ed Speleers como Ed.
- David Bailie como S.P[4]
- Yu Ji-tae[5][6]
- Osy Ikhile

## Recepción
En Rotten Tomatoes, la película tiene un índice de aprobación del 59%, y una calificación promedio de 5.9 sobre 10.
El crítico de Indiewire Eric Kohn le dio a la película una "A-" y se refirió a ella como una «salvaje obra maestra». Nicolas Barber de BBC.com le dio a la película cuatro estrellas de cinco y afirmó: «Sin duda una película audaz y estimulante que nadie más que el notorio provocador-autor de Dinamarca podría haber hecho». Owen Gleiberman de Variety dio una crítica positiva a la película y declaró: «Está a medio camino entre una buena película subversiva y un truco. Está diseñada para meterse debajo de la piel y lo hace». David Rooney de The Hollywood Reporter escribió: «The House That Jack Built definitivamente es digna de verse. Pero lo más sorprendente es que es tan tonta como inquietante». Peter Bradshaw de The Guardian se refirió a la película como «una prueba horriblemente agotadora», aunque elogió su escena final. Ramin Setoodeh de la revista Newsweek se mostró sorprendido tras la salida de más de 100 personas del estreno de la película en el Festival de Cannes, afirmando que muchos de los asistentes no pudieron soportar las escenas de violencia contra mujeres y niños.